# Coulommiers Brie Basket
El Coulommiers Brie Basket es un equipo de baloncesto francés con sede en la ciudad de Coulommiers, que compite en la NM3, la quinta competición de su país. Disputa sus partidos en la Salle des Capucins.

## Posiciones en liga
- 2013 - (1-NM3)
- 2014 - (9-NM2)
- 2015 - (14-NM2)
- 2016 - (NM3)
- 2017 - (NM3)
- 2018 - (1-NM3)
- 2019 - (14-NM2)
- 2020 - (6-NM3)
- 2021 - (Cancelada-NM3)
- 2022 - (3-NM3)